# Národní park Jaú
Národní park Jaú (portugalsky Parque nacional do Jaú) je národní park v Brazílii, ve spolkovém státě Amazonas mezi 1°00’—3°00’ j.š. a 61°30’—64°00’ z.d., v povodí řeky Rio Negro, mezi jejími přítoky Caribani a Unini. Zároveň se jedná o součást komplexu chráněných území centrální Amazonie (společně s dalším brazilským národním parkem Anavilhanas a rezervacemi Amana a Mamiraua) - světového přírodního dědictví UNESCO.
Předmětem ochrany je centrální oblast amazonských deštných pralesů. Je to největší chráněná plocha deštných pralesů v Jižní Americe, rozprostírá se na ploše 23 673 km². Park je přístupný pouze s povolením brazilské vlády. Lze se do něj dopravit na člunu po Rio Negro z 230 km vzdáleného města Manaus přes Novo Airao do Foz de Jau (plavba trvá 24 hodin).
V amazonském deštném pralese lze rozlišit několik typů prostředí:
- terra firme (oblasti s pevnou půdou) - mohutné stromy (30-60 m vysoké), na 1 ha až 180 druhů stromů a rostlin, hustým a neprostupný podrost, zvířata mohou žít jen v korunách stromů
- igapó (po několik měsíců zaplavené oblasti) - podél břehů mauritské palmy
- campinarana (oblasti s dobrým odtokem) - hustá keřová a stromová společenství

Celkem v amazonských pralesích roste přibližně 300 druhů stromů. Na obřích stromech žijí četné epifyty - především bromélie a jiné orchideje, v jejichž trychtýřovitých listech se usídlily žáby a hmyz.
V národním parku Jaú žije 120 druhů savců, 470 druhů ptáků, 15 druhů plazů a 320 druhů ryb. Jmenovitě to jsou například jaguáři, oceloti, opice (tamarín pestrý), vydry obrovské, říční želvy, kajmani. Přímo v Rio Negro žijí i větší vodní živočichové - kapustňáci jihoameričtí a delfíni.